# TJ Sokol Wien
TJ Sokol Wien – austriacki męski klub siatkarski z Wiednia. Obecnie występuje w najwyższej klasie rozgrywek klubowych w Austrii.

## Historia
Obecny klub TJ Sokol Wien wywodzi się w prostej linii z towarzystw sportowych Sokół, które powstały w kolejnych krajach słowiańskich. W 1867 roku członkowie mniejszości czeskiej oraz czescy emigranci założyli takie towarzystwo na terytorium Austrii. Liczba członków w ramach organizacji stale się zwiększała i w 1910 roku przekroczyła 30 000. W 1925 roku po raz pierwszy w ramach towarzystwa pojawiła się siatkówka i w kolejnych latach dzięki działalności Sokoła rozpowszechniana była w innych częściach Austrii.
W 1953 roku Sokół był jednym z członków założycieli Austriackiego Związku Piłki Siatkowej.
Obecnie towarzystwo opiera się na dwóch podmiotach: wiedeńskim męskim klubie Sokol V oraz założonym w 1990 roku żeńskim klubie VB Niederösterreich Sokol współpracującym z klubem Post SV.
W latach 50. męski klub ulokowany był w dziesiątej dzielnicy Wiednia – Favoriten – stąd występował pod nazwą TV Sokol Wien X, później przeniósł się do piątej dzielnicy Wiednia – Margareten i od tego czasu nosi nazwę TJ Sokol Wien V.
Męski zespół w okresie współpracy z zespołem SVS (Sport-Vereinigung Schwechat) w rozgrywkach startował jako SVS Sokol.

## Rozgrywki krajowe
| Sezon     | Rozgrywki                 | Osiągnięcie                    |
| --------- | ------------------------- | ------------------------------ |
| 2006/2007 | Austriacka Liga Siatkówki | 1. miejsce w fazie zasadniczej |
| 2007/2008 | Austriacka Liga Siatkówki | 5. miejsce w fazie zasadniczej |
| 2009/2010 | Austriacka Liga Siatkówki | 11. miejsce                    |

## Rozgrywki międzynarodowe
| Sezon     | Rozgrywki                        | Osiągnięcie         |
| --------- | -------------------------------- | ------------------- |
| 1999/2000 | Puchar Europy Zdobywców Pucharów | I runda             |
| 2006/2007 | Puchar CEV                       | faza kwalifikacyjna |
| 2007/2008 | Puchar Challenge                 | I runda             |